# Giglio Porto
Giglio Porto est une frazione de la commune de l'Île de Giglio, province de Grosseto, en Toscane, Italie. Au moment du recensement de 2011 sa population était de 608 habitants.

## Géographie
Le hameau de Giglio Porto est divisé en quartiers : Chiesa, Moletto et Saraceno.

## Monuments
- Église Santi Lorenzo e Mamiliano, église paroissiale[1]
- Tour du Lazaret (Torre del Lazzeretto)[2]
- Tour du Sarrasin (Torre del Saraceno)[2]
- Ruines romaines [3].
- Castellare del Giglio (it), une fortification du XVIe siècle aujourd'hui perdue qui se dressait en position dominante sur la colline qui ferme la baie de Giglio Porto au sud et surplombe la Torre del Saraceno.